# Morea
Morea of Moerbeiland is een andere naam voor het Griekse schiereiland Peloponnesos. Van 1348 tot 1460 was er een despotaat Morea.
De naam kwam in gebruik sinds de middeleeuwen, toen er veel zijde gesponnen werd voor en door de nobele gemalinnen van de "Frankische" kruisvaarders die het Byzantijnse land bezet hielden, en hier overigens meer brood in zagen dan in de bevrijding van het Heilige Land, waarvoor ze eigenlijk op stap waren gegaan.
Naar verluidt hadden Byzantijnse keizers ooit zijderupsen uit China laten oversmokkelen, en de Peloponnesus leek hun de meest geschikte plaats om er moerbeibomen aan te planten, waarmee de rupsen van de zijdevlinder zich voeden. Zo kon een eigen bescheiden zijde-industrie op gang komen.